# Anna Magnani
Anna Magnani (Roma, 7 de març del 1908 – Roma, 26 de setembre del 1973) va ser una actriu italiana.

## Biografia
Filla natural, abandonada per la seva mare, va ser criada per la seva àvia materna a Roma i es va educar en un convent.
Començà la seva carrera artística cantant en cabarets i night-clubs abans d'entrar a l'Acadèmia d'art dramàtic de Roma. Començà, aleshores, gires pel país amb companyies teatrals amb un repertori mínim.
Els seus inicis en el cinema tenen lloc el 1927 amb un petit paper en una pel·lícula muda, Scampolo, seguit d'un primer paper en La Cieca di Sorrento, de Nunzio Malasomma, del 1934. 
El 1935 es casà amb Goffredo Alessandrini, que la va fer interpretar Cavalleria el 1936. La seva unió va durar poc de temps i el matrimoni va ser anul·lat el 1950.
Esdevingué una actriu coneguda amb el paper que va tenir el 1941 a Teresa Venerdi, dirigida per Vittorio De Sica, però l'esclat de la fama i el reconeixement mundial apareixerien a partir de la seva aparició en la pel·lícula de Roberto Rossellini Roma, ciutat oberta, el 1945, generalment considerada com la primera pel·lícula neorealista.
Des d'aleshores no va deixar de treballar per al cinema i la televisió, i rebé un Oscar a la millor actriu per la seva actuació en la versió cinematogràfica de The Rose Tattoo, de Daniel Mann, segons l'obra de Tennessee Williams (Williams i ella eren amics), i treballà amb els més importants realitzadors italians durant els anys 1950, 1960 i 1970.
Era coneguda pels seus papers de dona plebea, rude i enamorada i sovint personificà un tipus de dona popular, romà, en personatges vitals i alhora delicats.
L'última pel·lícula que va interpretar va ser Roma, de Federico Fellini, el 1972, en la qual Fellini volia que tanqués la pel·lícula com el símbol mateix de la ciutat. Va morir l'any següent.

## Vida personal
Anna Magnani va tenir el seu fill, Luca, fruit d'una relació amb l'actor italià Massimo Serato.
Va tenir una relació amb Roberto Rossellini entre la realització de Roma, ciutat oberta i la seva trobada amb escàndol amb Ingrid Bergman.

## Filmografia
- Scampolo (1928)
- Tempo massimo (1934)
- La cieca di Sorrento (1934)
- Quei due (1935)
- Trenta secondi d'amore (1936)
- Cavalleria (1936)
- La principessa Tarakanova (1938)
- Una lampada alla finestra (1940)
- La fuggitiva (1941)
- Teresa Venerdì (1941)
- Finalmente soli (1942)
- La fortuna viene dal cielo (1942)
- L'avventura di Annabella (1943)
- La vita è bella (1943)
- Campo de' fiori (1943)
- Gli assi della risata (1943)
- L'ultima carrozzella (1943)
- Il fiore sotto gli occhi (1944)
- Quartetto pazzo (1945)
- Roma, ciutat oberta (1945)
- Abbasso la miseria! (1945)
- Un uomo ritorna (1946)
- Lo sconosciuto di San Marino (1946)
- Avanti a lui tremava tutta Roma (1946)
- El bandit (Il bandito) (1946)
- Abbasso la ricchezza! (1946)
- Assunta Spina (1947)
- L'onorevole Angelina (1947)
- Molti sogni per le strade (1948)
- L'amore (1948)
- Vulcano (1950)
- Bellissima (1951)
- Camicie rosse (1952)
- La carrozza d'oro (1953)
- Siamo donne (1953)
- Carosello del varietà (1955)
- The Rose Tattoo (1955)
- Suor Letizia (1957)
- Wild Is the Wind (1957)
- L'infern a la ciutat (Nella città l'inferno) (1959)
- The Fugitive Kind (1959)
- Risate di gioia (1960)
- Mamma Roma (1962)
- La pila della Peppa (1963)
- Made in Italy (episodi: La traversata) (1965)
- El secret de Santa Vittoria (Il segreto di Santa Vittoria) (1969)
- 1943: un incontro (1971) (TV)
- La Sciantosa (1971) (TV)
- L'automobile (1971) (TV)
- ...Correva l'anno di grazia 1870 (1971)
- Roma (1972)

## Premis i nominacions

### Premis
- 1946: Nastro d'Argento al millor paper secundari femení per Roma, ciutat oberta
- 1946: NBR Award a la millor actriu per Roma, ciutat oberta
- 1947: Copa Volpi per la millor interpretació femenina a la millor actriu al Festival Internacional de Cinema de Venècia per L'Onorevole Angelina
- 1948: Nastro d'Argento a la millor actriu principal per L'Onorevole Angelina
- 1949: Nastro d'Argento a la millor actriu principal per L'amore
- 1952: Nastro d'Argento a la millor actriu per Bellissima
- 1955: NBR Award a la millor actriu per The Rose Tattoo
- 1955: NYFCC Award a la millor actriu per The Rose Tattoo
- 1956: Oscar a la millor actriu per The Rose Tattoo
- 1956: Globus d'Or a la millor actriu dramàtica per The Rose Tattoo
- 1957: Nastro d'Argento a la millor actriu principal per Suor Letizia
- 1957: BAFTA a la millor actriu estrangera per The Rose Tattoo
- 1958: David di Donatello a la millor actriu italiana per Wild Is the Wind
- 1958: Os de Plata a la millor actriu al Festival de Berlin per Wild Is the Wind
- 1959: David di Donatello a la millor actriu per L'infern a la ciutat

### Nominacions
- 1958: Oscar a la millor actriu per Wild Is the Wind
- 1958: Globus d'Or a la millor actriu dramàtica per Wild Is the Wind
- 1959: BAFTA a la millor actriu estrangera per Wild Is the Wind
- 1970: Globus d'Or a la millor actriu musical o còmica per El secret de Santa Vittoria

## Reconeixements

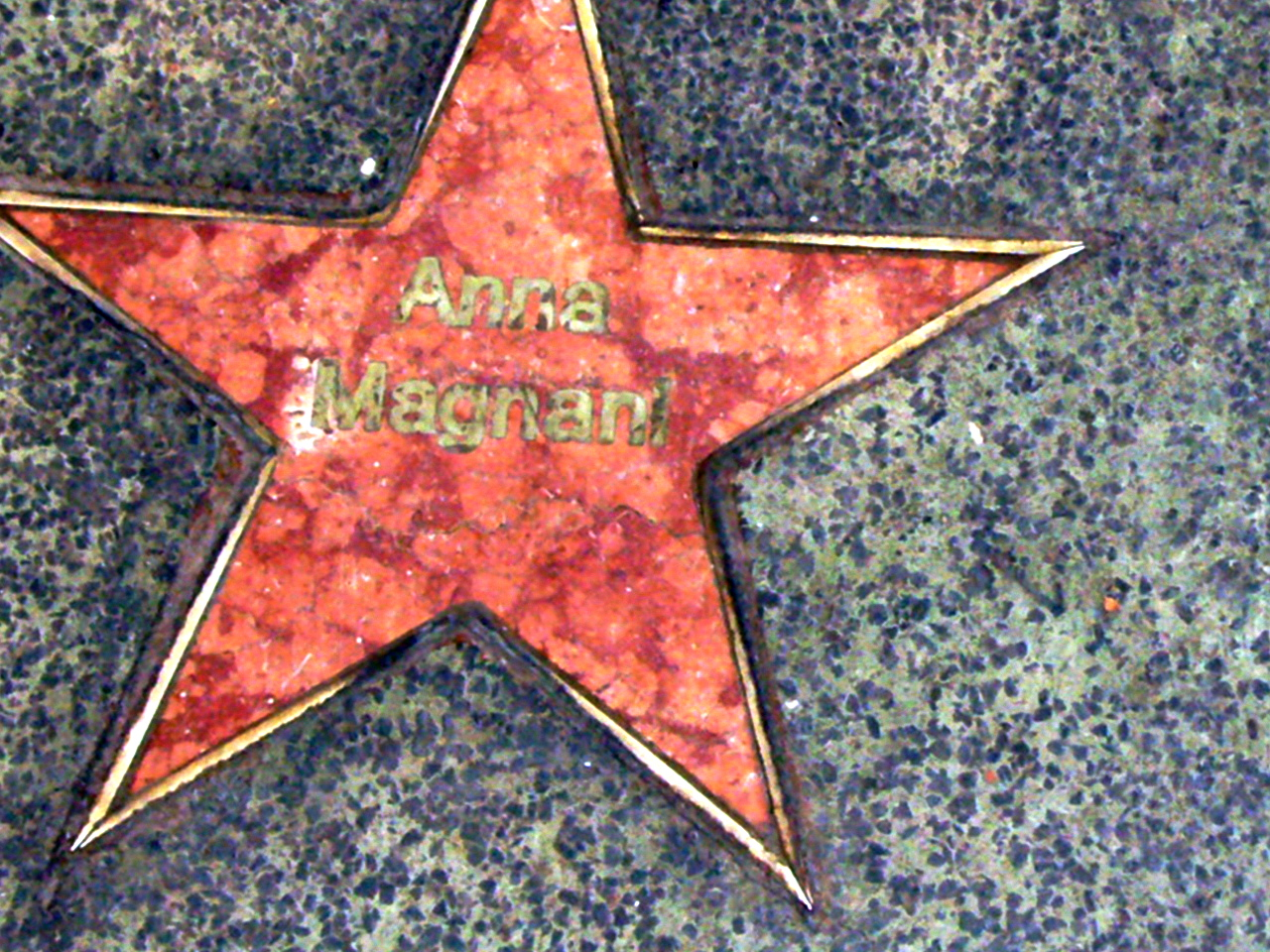
Estrella d'Anna Magnani al Walk of Fame

- S'han fet dues pel·lícules sobre la seva vida d'actriu:
  - el 1979, Io sono Anna Magnani, pel·lícula documental de Chris Vermorcken, realitzadora belga,
  - el 2000, Anna, pel·lícula per a la televisió, de Giorgio Capitani.
- I dos llibres s'han escrit sobre la seva vida:
  - el 1984, The Film of Anna Magnani, per Matilde Hochkofler (Gremese Editore, Roma, Itàlia, ISBN 88-7605-150-3),
  - el 1986, La Magnani, per Patrizia Carrano (Ed. Rizzoli, Milà, Itàlia).
- Une estrella amb el seu nom (i el seu renom) va ser col·locada al Hollywood Walk of Fame, a Los Angeles (Estats Units) davant del 6.381 d'aquell Passeig.
- En el primer vol espacial, el 12 d'abril del 1961, Iuri Gagarin va enviar aquest missatge: "Saludo la fraternitat dels humans, el món de les arts, i Anna Magnani".